# Egymintás t-próba
Az egymintás t-próba azt vizsgálja, hogy egy mintában egy valószínűségi változó átlaga szignifikánsan különbözik-e egy adott m értéktől.

## A próba alkalmazásának feltételei
- a vizsgált valószínűségi változó normális eloszlású
- a vizsgált valószínűségi változó intervallum vagy arányskálán mérték

## A próba nullhipotézise
Nullhipotézis: a vizsgált változó átlaga statisztikai szempontból megegyezik az előre megadott m értékkel.
Alternatív hipotézis: a vizsgált változó átlaga statisztikai szempontból nem egyezik meg az előre megadott m értékkel.
A "statisztikai szempontból" kifejezés itt arra utal, hogy az eltérés a mintából kiszámolt átlag és az m érték között olyan minimális, hogy pusztán csak a véletlen ingadozásnak tulajdonítható (ekkor a minta átlaga statisztikai szempontból azonosnak tekinthető az m-mel), vagy jelentősen nagyobb, mint ami a véletlennel magyarázható (ekkor a minta átlaga statisztikai szempontból nem egyezik meg m-mel).
Valójában a fenti két hipotézis precíz matematikai megfogalmazása a következő.
- H0: Az X valószínűségi változó várható értéke megegyezik m-mel.
- H1: Az X valószínűségi változó várható értéke nem egyezik meg m-mel.

## A próbastatisztika
Az egymintás t-próba próbastatisztikája
{\displaystyle t={\frac {{\bar {x}}-m}{s/{\sqrt {n}}}}}
ahol 
- {\displaystyle {\bar {x}}} a vizsgált valószínűségi változó átlaga a mintában,
- s a vizsgált valószínűségi változó becsült szórása,
- m az előre adott érték, amelyhez az átlagot viszonyítjuk (ld. nullhipotézis) és
- n a minta elemszáma.

A szórást itt többnyire a szokott 
{\displaystyle s={\sqrt {{\frac {1}{n}}\sum _{i=1}^{n}(x_{i}-{\bar {x}})^{2}}}} 
képlettel becsüljük, ahol a minta az {{\displaystyle x_{1},x_{2},...,x_{n}}} értékekből áll.
Azonban ha a minta elemszáma kisebb mint 30 (vagyis n<30), akkor a szórás helyett a korrigált szórással szoktunk számolni, melyet s helyett s*-gal jelölünk. Ennek képlete
{\displaystyle s^{*}={\sqrt {{\frac {1}{n-1}}\sum _{i=1}^{n}(x_{i}-{\bar {x}})^{2}}}},
ahol n-1 a szabadsági fok.
Az n<30 esetben tehát a t próbastatisztika képletében az s helyére s* kerül. (A csere mögött az a meggondolás áll, hogy az s torzított becslése míg s* torzítatlan becslése a szórásnak.)

## A próba végrehajtásának lépései
1. Az t próbastatisztika értékének kiszámítása.
2. A p szignifikanciaszint megválasztása. (Ez a legtöbb vizsgálat esetén 0,05 vagy 0,01.)
3. A p szignifikanciaszinttől függő {\displaystyle t_{p}} érték kiválasztása a próbának megfelelő táblázatból. A táblázat jelen esetben a t-eloszlás táblázata, melyre szoktak úgy is utalni, mint Student-eloszlás, illetve Student-féle t-eloszlás. A táblázat kétdimenziós, a p szignifikanciaszint és az f szabadsági fok ismeretében azonnal megkapjuk a táblázatbeli {\displaystyle t_{p}} értéket. Az f szabadsági fokot az egymintás t-próba esetén az f = n – 1 képlettel számítjuk.
4. A nullhipotézisre vonatkozó döntés meghozása. 
  - Ha |t| ≥ {\displaystyle t_{p}}, akkor a nullhipotézist elvetjük, az alternatív hipotézist tartjuk meg, és az eredményt úgy interpretáljuk, hogy a mintában a vizsgált valószínűségi változó átlaga szignifikánsan eltér az adott m értéktől (p szignifikanciaszint mellett).
  - Ha |t| < {\displaystyle t_{p}}, akkor a nullhipotézist megtartjuk, amit úgy interpretálunk, hogy az egymintás t-próba nem mutat ki szignifikáns különbséget a vizsgált valószínűségi változó mintabeli átlaga és az adott m érték között (p szignifikanciaszint mellett).

## Példa
Egy gyárban egy gépnek 500 g töltőanyagot kell a konzervekbe juttatnia minden töltéskor. A töltőanyag egyenetlenségéből adódóan a gép néha kicsit többet, néha kicsit kevesebbet tölt, mint 500 g. Arra vagyunk kíváncsiak, hogy a gép átlagos "teljesítménye" 500 g-nak mondható-e. Kiveszünk 10 konzervet a futószalagról és megmérjük mindben a töltőanyag súlyát. Az eredmények rendre
483, 502, 498, 496, 502, 483, 494, 491, 505, 486.
Azt látjuk, hogy a töltőanyag tömege többnyire valóban nem tér el az 500 g-tól nagyon, az átlag {\displaystyle {\bar {x}}}= 494. Ránézésre mégsem tudjuk megállapítani, hogy ez a 494 g lényegesen eltér-e az 500 g-tól vagy csak a véletlennek tulajdonítható apró eltérésről van szó. Ennek a dilemmának az eldöntésére egymintás t-próbát alkalmazunk.
Feltesszük, hogy a töltőanyag tömege, mint valószínűségi változó normális eloszlást követ. (Hogy ez így van-e azt illeszkedésvizsgálatokkal, azon belül is normalitásvizsgálatokkal lehetne ellenőrizni.) A tömegnek kg-ban való mérése arányskála, így az egymintás t-próba alkalmazásának feltételei teljesülnek. Mivel a minta elemszáma n = 10 < 30 így a szórás becslésére az s* képletet használjuk: s* = 8,05 adódik. Az érték, amelytől a minta átlagának esetleges eltérésére vagyunk kíváncsiak, nyilvánvalóan az m = 500 érték. A próbastatisztika képletének minden elemét ismerjük, tehát számítható
{\displaystyle t={\frac {{\bar {x}}-m}{s/{\sqrt {n}}}}={\frac {494-500}{8,05/{\sqrt {10}}}}\approx -2,36}
Vegyük a szignifikanciaszintet p = 0,05-nek azaz 5%-os kockázatot vállalunk arra, hogy esetleg úgy vetjük el a nullhipotézist, hogy az közben igaz. A szabadsági fok f = n -1 = 9, így a p és az f ismeretében a t-eloszlás táblázatából könnyen kikereshetjük a megfelelő táblázatbeli értéket, ami {\displaystyle t_{p}=t_{0,05}=} 1,833.
|t| ≈ 2,36 miatt 2,36 > 1,833 = {\displaystyle t_{0,05}}
azaz |t| ≥ {\displaystyle t_{p}}  teljesül.
Így a nullhipotézist elvetjük, az egymintás t-próba szerint az átlagos töltőtömeg szignifikánsan eltér (p = 0,05-ös szignifikanciaszint mellett) az 500 g-tól, de p=0,01-es szignifikanciaszint mellett már |t| = 2,36 < {\displaystyle t_{0,01}} = 2,821, így az eltérés nem lenne szignifikáns.

## A próba matematikai háttere
A próba matematikai hátterének legfontosabb gondolata, hogy bármely X normális eloszlású valószínűségi változóra vett X1, X2, … Xn minta esetén az
{\displaystyle {\overline {X}}={\frac {1}{n}}\sum _{i=1}^{n}X_{i},}
és
{\displaystyle s^{*}={\sqrt {\frac {\sum _{i=1}^{n}(X_{i}-{\overline {X}})^{2}}{n-1}}}}
jelölésekkel élve megmutatható, hogy a
{\displaystyle t={\frac {{\overline {X}}-m}{s^{*}/{\sqrt {n}}}}}
valószínűségi változó (n–1) szabadsági fokú t-eloszlást követ.
Emiatt az (n–1) szabadsági fokú t-eloszlás ismeretében bármilyen 1>p>0 esetén meg lehet határozni azt a tp értéket, melyre
{\displaystyle 1-p=\mathbf {P} \left(-t_{p}<{\frac {{\overline {X}}-m}{s^{*}/{\sqrt {n}}}}<t_{p}\mid \ H_{0}\right)}.
Ez azt jelenti, hogy ha igaz a nullhipotézis, akkor a t próbastatisztika értéke 1-p valószínűséggel a (-tp, tp) intervallumba esik.

## Lásd még
Kétmintás t-próba